# وامبت معمولی
وامبت معمولی (نام علمی: Vombatus ursinus) نام یک گونه از تیره وامبت است.